# Рай (фильм, 2002)
«Рай» (англ. Heaven) — драма Тома Тыквера с Кейт Бланшетт и Джованни Рибизи в главных ролях. По замыслу автора сценария Кшиштофа Кесьлёвского, фильм должен был стать первой частью трилогии (вторая — «Ад», третья — «Чистилище») по мотивам «Божественной комедии» Данте, но Кесьлёвский умер, так и не успев завершить проект. Над фильмом работала международная команда продюсеров из Германии, Франции, Италии, США и Великобритании. Диалоги в фильме ведутся на итальянском и английском языках.

## Сюжет
Действие фильма происходит в Турине, Италия. Фильм начинается с пролога, в котором молодой сотрудник итальянских карабинеров Филиппо учится управлять вертолётом на авиасимуляторе. Когда он случайно разбивает виртуальный вертолёт, слишком резко набрав высоту, инструктор говорит ему: «В настоящем вертолёте нельзя просто подниматься всё выше и выше», что заставляет Филиппо задуматься: «Как высоко я могу взлететь?».
Фильм переключается на Филиппу, которая готовится заложить бомбу в офисе высокопоставленного бизнесмена в центре города. Казалось бы всё идёт по её плану, однако, мусорная корзина, в которую она положила бомбу, очищается уборщицей сразу после её ухода, и затем бомба взрывается в лифте, убивая четырёх невинных человек.
Филиппу выслеживают карабинеры, арестовывают и привозят в участок, где работает Филиппо. На допросе она рассказывает, что работала учительницей английского языка в местной школе, где недавно несколько учеников умерли от наркотиков. Узнав, что всех их снабжал один и тот же местный наркокартель, она сообщила карабинерам имена главарей наркогруппировки, умоляя их вмешаться, но сотрудники правоохранительных органов её раз за разом игнорировали. Из-за этого она решила лично убить лидера картеля, бизнесмена, на офис которого она напала. В процессе допроса Филиппо, который переводит её признания для своего начальства, влюбляется в Филиппу и помогает ей сбежать из-под стражи. Филиппе удаётся расправится с наркобароном. Теперь паре нужно скрыться от закона, и они уезжают в сельскую местность, где находят убежище у друзей Филиппы.
Когда власти устраивают облаву на дом, где они прячутся, беглецы угоняют вертолёт карабинеров, припаркованный на лужайке перед домом, и спасаются по воздуху. Офицеры на земле открывают огонь, но безрезультатно, так как вертолёт поднимается всё выше и выше и в конце концов исчезает.

## В ролях
| Актёр               | Роль         |
| ------------------- | ------------ |
| Кейт Бланшетт       | Филиппа      |
| Джованни Рибизи     | Филиппо      |
| Ремо Джироне        | Отец Филиппо |
| Стефания Рокка      | Регина       |
| Алессандро Спердути | Ариэль       |

## Приём
Фильм получил в целом положительные отзывы критиков. На сайте-агрегаторе рецензий Rotten Tomatoes фильм получил 73 % одобрения на основе 88 рецензий со средней оценкой 6,7 из 10. По мнению критиков, чье мнение было выделено агрегатором, «сюжет — самая слабая часть в этом великолепном и хорошо сыгранном фильме». Metacritic присвоил фильму средневзвешенную оценку 68 из 100, основанную на мнении 31 критика, что означает «в целом положительные отзывы».
Роджер Эберт, кроме множества сравнений с ранними фильмами Кесьлевского, также увидел сходство с фильмами Тыквера «Беги, Лола, беги» и «Принцесса и воин». Хотя «Рай» «более вдумчивый, снят более взвешенно, чем деятельная спешка» фильмов Тыквера, «в нём присутствует тот же вызывающий романтизм, в котором отважная женщина пытается изменить свою судьбу силой воли».